# DTU Space
DTU Space är Danmarks nationella rymdforskningsinstitut, och en del av Danmarks Tekniske Universitet (DTU). Institutet skapades 2007 genom en sammanslagning av Danmarks Rumcenter och delar av andra forskningsorganisationers rymdforskningsverksamhet.
Danmarks Rumcenter (tidigare Dansk Rumforskningsinstitut) var 2005-2006 Danmarks myndighet för rymdverksamhet. Sedan 1 januari 2007 är dansk rymdforskningsverksamhet samlad  i DTU Space.
Till profilområdena hör röntgeninstrument, stjärnkameror till satelliter, magnetmätning i rymden och på jorden, samt radar för mätning av istäcken. Man deltar i många internationella projekt, bland annat i utvecklingen av observatoriet ASIM (Atmosphere-Space Interaction Monitor) som ska monteras på den internationella rymdstationen.
Avdelningarna på DTU Space är:
- Astrofysik
- Geodynamik
- Geodesi
- Geomagnetism
- Mikrovågor och fjärranalys
- Mätning och instrumentering
- Solsystemfysik
- Innovation och rådgivning

Fjärranalys av istäcken och övrig verksamhet som rör polarområdena ingår även i det tvärvetenskapliga centret Polar DTU.